# Benvenuto (nome)
Benvenuto  è un nome proprio di persona italiano maschile.

## Varianti
- Maschili
  - Ipocoristici: Venuto[2], Nuto[2]
- Femminili: Benvenuta[1][2]
  - Ipocoristici: Venuta[2], Nuta[2]

### Varianti in altre lingue
- Catalano: Benvingut[5]
- Francese: Bienvenu[1]
- Galiziano: Benvido[5]
- Latino: Benvenutus[1]
- Spagnolo: Bienvenido[1][5]
  - Femminili: Bienvenida[6]

## Origine e diffusione
Si tratta di un nome medievale, attestato nella forma tardolatina Benvenutus e diffusosi anche in Francia e Spagna. Di significato trasparente e di stampo affettivo e augurale, vuol dire semplicemente "benvenuto" (lo stesso significato di Aspasia), ed era spesso dato ai bambini da lungo attesi, come fu il caso per Benvenuto Cellini, nato ai genitori dopo molti anni di matrimonio e a seguito di due aborti e di una prima figlia femmina.
In Italia, negli anni 1970, si contavano circa settemila occorrenze del nome più tremila del femminile, sparse su tutto il territorio nazionale; è relativamente frequente anche tra le comunità ebraiche, forse come "traduzione" del nome ebraico Baruch, e ha dato anche origine al cognome Benvenuti (che tra gli ebrei appare però nelle forme "Benveniste" o "Benvenisti").

## Onomastico
L'onomastico viene generalmente festeggiato il 22 marzo in ricordo di san Benvenuto Scotivoli, vescovo di Osimo. Con lo stesso nome si ricordano anche alcuni beati, alle date seguenti:
- 9 gennaio, beata Benvenuta, francescana secolare di Ancona[7]
- 27 gennaio, beata Benvenuta da Perugia, monaca clarissa
- 5 maggio, beato Benvenuto Mareni da Recanati, religioso francescano[7]
- 27 giugno, beato Benvenuto da Gubbio, francescano[7]
- 1º agosto, beato Benvenuto Maria da Dos Hermanas, sacerdote, ucciso a Madrid, uno dei martiri della guerra civile spagnola[7]
- 30 ottobre, beata Benvenuta Boiani, terziaria domenicana[7]
- 4 dicembre, beato Benvenuto Mata Ubierna, novizio cistercense, uno dei martiri della guerra civile spagnola, morto a Santander[7]

## Persone

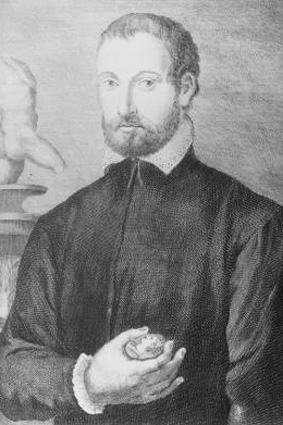
Benvenuto Cellini

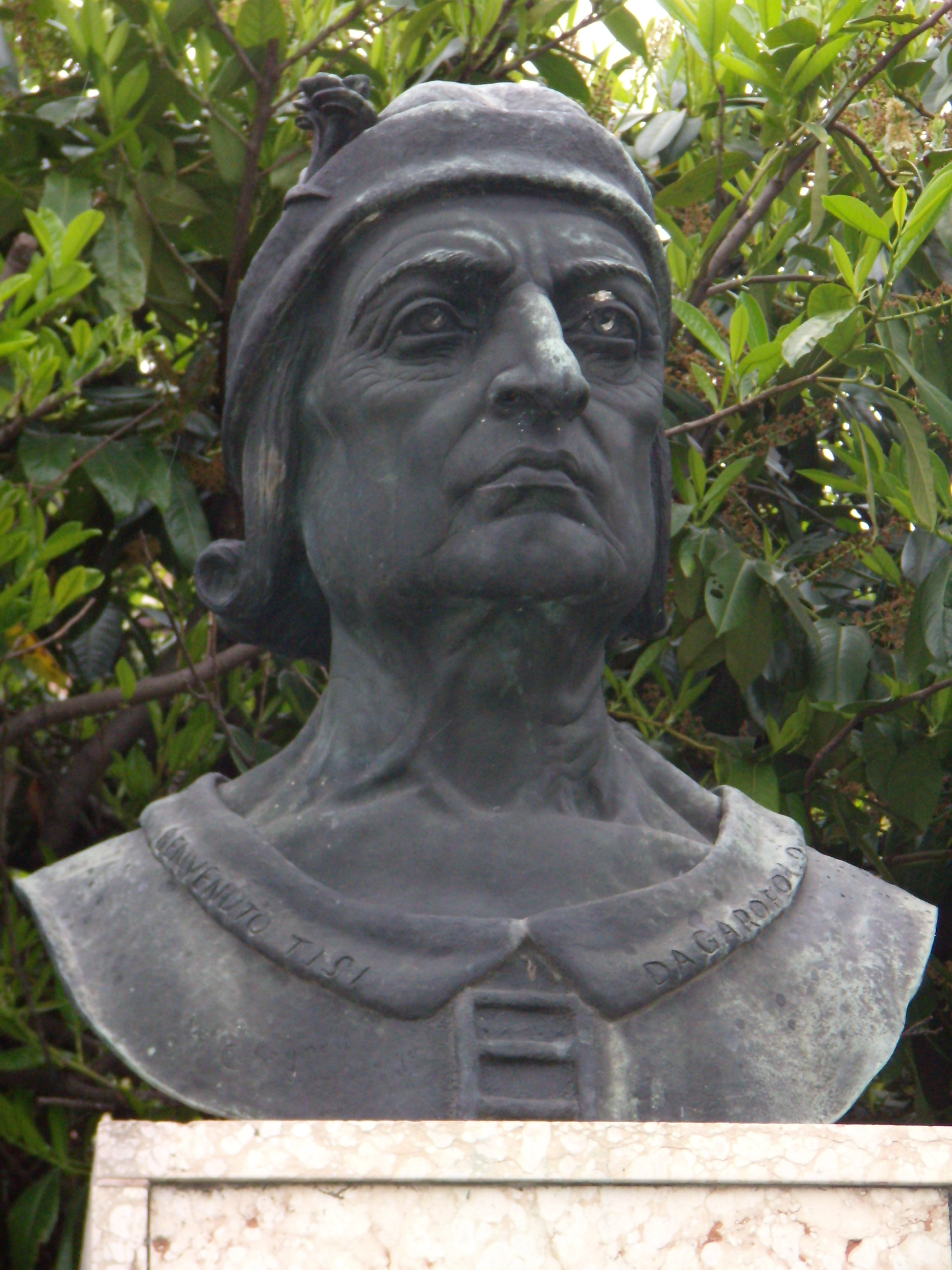
Benvenuto Tisi da Garofalo

- Benvenuto Benvenuti, pittore italiano
- Benvenuto Italo Castellani, arcivescovo cattolico italiano
- Benvenuto Cellini, scultore, orafo e scrittore italiano
- Benvenuto da Imola, letterato e docente italiano
- Benvenuto di Giovanni, pittore italiano
- Benvenuto Maria Disertori, incisore e musicologo italiano
- Benvenuto Fineschi, fantino italiano
- Benvenuto Lobina, poeta e scrittore italiano
- Benvenuto Matteucci, arcivescovo cattolico italiano
- Benvenuto Pesce Maineri, architetto, ingegnere e urbanista italiano
- Benvenuto Ratto, ufficiale italiano
- Benvenuto Stracca, giurista ed economista italiano
- Benvenuto Terracini, linguista e glottologo italiano
- Benvenuto Terzi, musicista, compositore e chitarrista italiano
- Benvenuto Tisi da Garofalo, pittore italiano

### Varianti
- Bienvenido Granda, cantante cubano
- Venuto Lombatti, calciatore italiano
- Bienvenu Manamika Bafouakouahou, arcivescovo cattolico congolese
- Bienvenido Marañón, calciatore spagnolo naturalizzato filippino
- Nuto Navarrini, attore e cantante italiano
- Nuto Revelli, scrittore, ufficiale e partigiano italiano
- Bienvenu Sawadogo, atleta burkinabé

## Il nome nelle arti
- Benvenuta è un personaggio del film omonimo del 1984, diretto da André Delvaux.